# 아이우치촌
아이우치촌(相内村)은 아오모리현 기타쓰가루군에 설치되었던 촌이다. 현재의 고쇼가와라시에 해당한다.

## 연혁
- 1889년4월 1일 - 정촌제 시행에 의해 기타쓰가루군 소치촌, 오타촌이 합병해, 아이우치촌이 성립하였다.
- 1955년 3월 31일 - 기타쓰가루군 와키모토촌, 니시쓰가루군 주산촌과 합병해 시우라촌이 되어 소멸하였다.